# Samsung Exynos

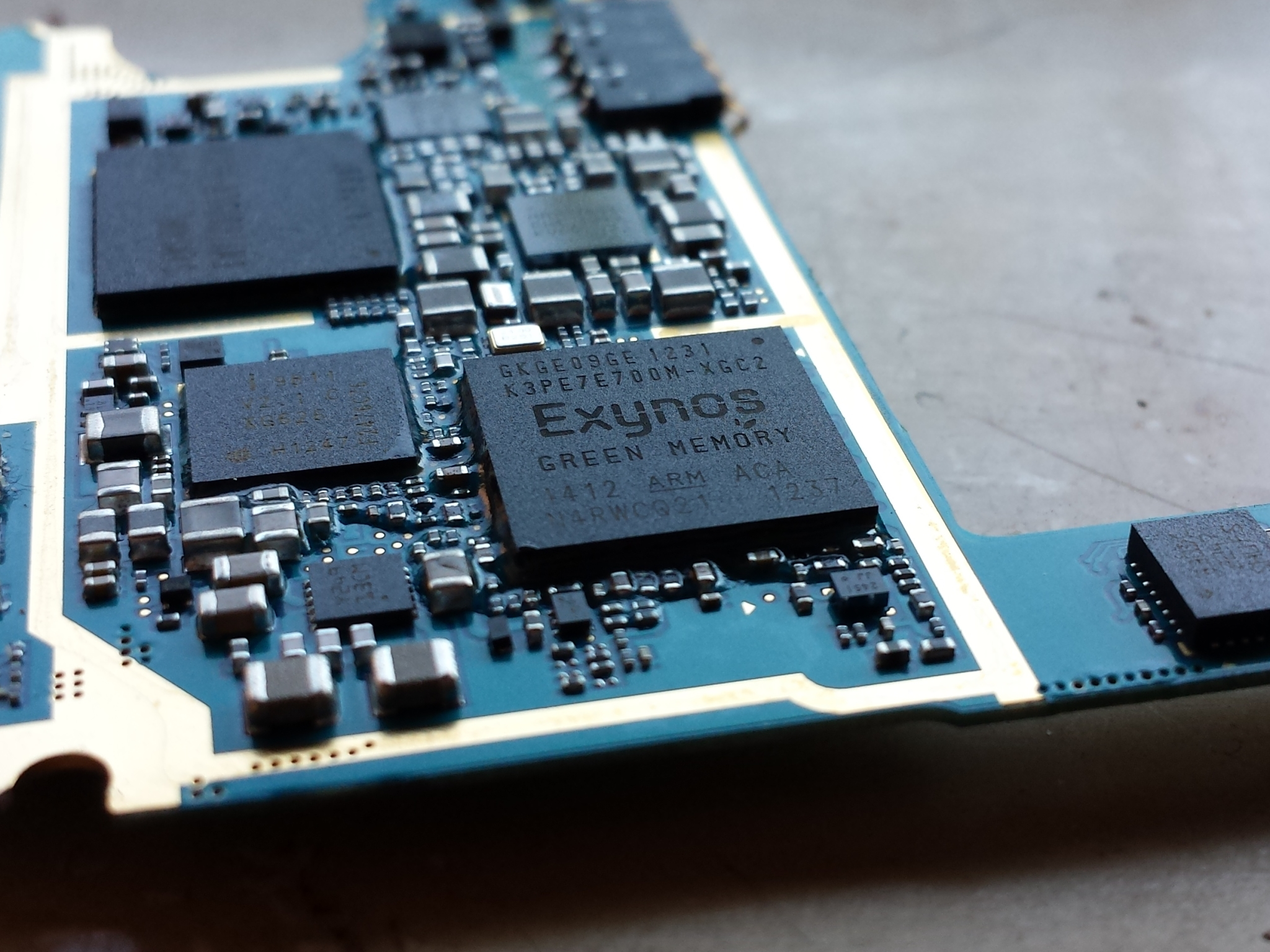
Zdjęcie Exynosa 4 Quad

Samsung Exynos – seria systemów SOC produkowana przez firmę Samsung i przeznaczona dla urządzeń mobilnych opartych na architekturze ARM (przed zaprezentowaniem pierwszego modelu Exynos 4210 w 2011 roku, Samsung produkował układy bez przynależności do konkretnych serii – dopiero od tego momentu oznaczenia numeryczne SOC odzwierciedlają potencjał SOC).

## Modele
| Nazwa modelu              | Nazwa kodowa     | Architektura, liczba rdzeni, taktowanie                                                                             | Proces technologiczny | Procesor Graficzny                  | Przykładowe urządzenia |
| ------------------------- | ---------------- | --- | --------------------- | ----------------------------------- | --- |
| UKŁADY PRZED SERIĄ EXYNOS |                  | |                       |                                     | |
| S5L8900                   |                  | ARM11 Jeden rdzeń, 412 MHz                                                                                          | 90 nm                 | PowerVR MBX Lite                    | Apple iPhone, Apple iPhone 3G |
| S3C6410                   |                  | ARM11 Jeden rdzeń, 533/667/800 MHz                                                                                  | 65 nm                 | Graphics Acceleration               | Samsung Galaxy Spica, |
| S5PC100                   |                  | ARM Cortex-A8 Jeden rdzeń, 667/833 MHz                                                                              | 65 nm                 | PowerVR SGX-535                     | Apple iPhone 3GS |
| UKŁADY SERII EXYNOS       |                  | |                       |                                     | |
| Exynos 3 Single           | Exynos 3110      | ARM Cortex-A8, Jeden rdzeń, 1 GHz                                                                                   | 45 nm                 | PowerVR SGX-540                     | Samsung Galaxy S, Samsung Wave, Nexus S, Meizu M9                                                                                            |
| Exynos 4 Dual             | Exynos 4210      | ARM Cortex-A9, Dwurdzeniowy, 1-1,4 GHz                                                                              | 45 nm                 | ARM Mali-400MP czterordzeniowy      | Samsung Galaxy S II, Samsung Galaxy Note |
| Exynos 4 Dual             | Exynos 4212      | ARM Cortex-A9, Dwurdzeniowy, 1,5 GHz                                                                                | 32 nm HKMG            | ARM Mali-400MP czterordzeniowy      | Meizu MX |
| Exynos 4 Quad             | Exynos 4412      | ARM Cortex-A9, Czterordzeniowy, 1,4 GHz                                                                             | 32 nm HKMG            | ARM Mali-400MP czterordzeniowy      | Samsung Galaxy S III, Samsung Galaxy Note II (OC 1,6 Ghz)                                                                                    |
| Exynos 5 Dual             | Exynos 5250      | ARM Cortex-A15, Dwurdzeniowy, 1,7 GHz                                                                               | 32 nm HKMG            | ARM Mali T-604MP czterordzeniowy    | Nexus 10, Arndale Board, Samsung Chromebook                                                                                                  |
| Exynos 5 Hexa             | Exynos 5260      | ARM Cortex-A15, Dwurdzeniowy, 1,7 GHz ARM Cortex-A7, Czterordzeniowy 1,3 GHz                                        | 28 nm HKMG            | ARM Mali T-624MP dwurdzeniowy       | Ramos S97, Galaxy Note 3 Neo (announced January, 31st 2014), Samsung Galaxy K zoom, Rexnos Rex-Red                                           |
| Exynos 5 Octa             | Exynos 5410      | ARM Cortex-A15 Czterordzeniowy 1,6 GHz ARM Cortex-A7, Czterordzeniowy 1,2 GHz                                       | 28 nm HKMG            | PowerVR SGX 544MP trójrdzeniowy     | Samsung Galaxy S4 I9500, Hardkernel ODROID-XU                                                                                                |
| Exynos 5 Octa             | Exynos 5420      | ARM Cortex-A15, Czterordzeniowy 1.9GHz ARM Cortex-A7, Czterordzeniowy 1,3 GHz                                       | 28 nm HKMG            | ARM Mali-T628MP sześciordzeniowy    | Samsung Galaxy Note III, Samsung Galaxy Note 10.1 (2013)                                                                                     |
| Exynos 5 Octa             | Exynos 5422      | ARM Cortex-A15, Czterordzeniowy 2.1GHz ARM Cortex-A7, Czterordzeniowy 1,5 GHz                                       | 28 nm HKMG            | ARM Mali-T628MP sześciordzeniowy    | Samsung Galaxy S5 G900H |
| Exynos 5 Octa             | Exynos 5800      | ARM Cortex-A15, Czterordzeniowy 2.0GHz ARM Cortex-A7, Czterordzeniowy 1,3 GHz                                       | 28 nm HKMG            | ARM Mali-T628MP sześciordzeniowy    | Samsung Chromebook 2 13,3" |
| Exynos 5 Octa             | Exynos 5430      | ARM Cortex-A15, Czterordzeniowy 1.8GHz ARM Cortex-A7, Czterordzeniowy 1,5 GHz                                       | 20 nm HKMG            | ARM Mali-T628MP sześciordzeniowy    | Samsung Galaxy Alpha |
| Exynos 7 Octa             | Exynos 5433/7410 | ARM Cortex-A57, czterordzeniowy, 1,9 GHz ARM Cortex-A53, Czterordzeniowy 1,3 GHz                                    | 20 nm HKMG            | ARM Mali-T760MP sześciordzeniowy    | Samsung Galaxy Note 4 |
| Exynos 7 Octa             | Exynos 7420      | ARM Cortex-A57, czterordzeniowy, 2,1 GHz ARM Cortex-A53, Czterordzeniowy 1,5 GHz                                    | 14 nm FinFET          | ARM Mali-T760MP ośmiordzeniowy      | Samsung Galaxy S6, Samsung Galaxy S6 Edge, Samsung Galaxy Note 5, Meizu Pro 5                                                                |
| Exynos 7 Octa             | Exynos 7580      | ARM Cortex-A53, Ośmiordzeniowy 1,5 GHz                                                                              | 28 nm HKMG            | Mali-T720 dwurdzeniowy              | Samsung Galaxy J7, Samsung Galaxy S5 Neo, Samsung Galaxy View, Samsung Galaxy A5 and A7 (2016)                                               |
| Exynos 7 Octa             | Exynos 7870      | ARM Cortex-A53, Ośmiordzeniowy 1,7 GHz                                                                              | 14 nm LPP             | Mali-T830 MP2 dwurdzeniowy          | - Samsung Galaxy Tab A 10.1 (2016), Samsung Galaxy J7 (2016) Samsung Galaxy A3 (2017)                                                        |
| Exynos 7 Octa             | Exynox 7880      | ARM Cortex-A53 Ośmiordzeniowy 1,9 Ghz                                                                               |                       | MALI-T830 MP3 Trójrdzeniowy         | Samsung Galaxy A5 (2017) |
| Exynos 7 Octa             | Exynos 8890      | Exynos M1 "Mongoose" czterordzeniowy, 2,3 GHz + Cortex-A53 (GTS) czterordzeniowy, 1,6 GHz                           | 14 nm LPP             | Mali-T880 MP12 (dwunastordzeniowy)  | - Samsung Galaxy S7 (SM-G930F, SM-G930FD, SM-G930S, SM-G930K, SM-G930L) Samsung Galaxy S7 Edge (SM-G935S, SM-G935K, SM-G935L), Galaxy Note 7 |
| Exynos seria 9800         | Exynos 9810      | Exynos M3 "Meerkat" czterordzeniowy, 2.9 GHz + Cortex-A55, czterordzeniowy, 1.9 GHz)                                | 10nm LPP              | Mali-G72 MP18 (osiemnastordzeniowy) | Samsung Galaxy S9/S9+, Samsung Galaxy Note 9 (Koreańska i międzynarodowa wersja), Samsung Galaxy Note 10 Lite, Samsung Galaxy Tab Active3    |
| Exynos seria 900          | Exynos 990       | Exynos M5 "Lion", Dwurdzeniowy, 2.73 GHz + Cortex-A76, Dwurdzeniowy, 2.5 GHz + Cortex-A55, Czterordzeniowy, 2.0 GHz | 7nm LPP (EUV)         | Mali G77 MP11 (jedenastordzeniowy)  | Samsung Galaxy S20, Samsung Galaxy S20+, Samsung Galaxy S20 Ultra, Samsung Galaxy Note 20, Samsung Galaxy Note 20 Ultra                      |
| Exynos seria 2000         | Exynos 2100      | Cortex-X1, jeden rdzeń, 2.91 GHz + Cortex-A78, trójrdzeniowy, 2.81 GHz + Cortex-A55, czterordzeniowy, 2.2 GHz       | 5nm LPE               | Mali G78 MP14 (czternastordzeniowy) | Samsung Galaxy S21, Samsung Galaxy S21+, Samsung Galaxy S21 Ultra                                                                            |